# Manfred Walther (Philosoph)
Manfred Walther (* 24. Mai 1938 in Berlin) ist ein deutscher Philosoph.

## Leben
Nach dem Schulbesuch in Weimar, Bad Sachsa, Hannover, Frankfurt am Main, dem Studium der Philosophie, Theologie, Germanistik und Geschichte der Naturwissenschaften in Frankfurt am Main, Heidelberg, Bonn und Münster und der Promotion 1968 (Gutachter: Theodor W. Adorno, Wolfgang Cramer) war er von 1964 bis 1966 Vertreter einer wissenschaftlichen Assistentenstelle für Systematische Theologie in Münster (Karl Gerhard Steck). Er war von 1974 bis 2006 Lehrstuhlinhaber (H4) zunächst für Didaktik der rechtswissenschaftlichen Ausbildung, später für Rechtsphilosophie, am Fachbereich Rechtswissenschaften der Universität Hannover.
Seine Arbeitsschwerpunkte sind Geschichte der Rechts- und politischen Philosophie von der Antike bis zur Gegenwart (incl. NS-Zeit) / Spinoza und seine Rezeption in Deutschland / Religion und Politik / Emigration deutschsprachiger Rechtswissenschaftler ab 1933.

## Schriften (Auswahl)
- Das Leben Spinozas. Eine Bibliographie. Hannover 1996, ISBN 3-932152-00-X.
- Spinoza in Deutschland. Von G. W. Leibniz bis zu Carl Schmitt. Philosophie – Wissenschaft – Ideologie. Heidelberg 2018, ISBN 3-8253-6469-0.
- Natur, Recht und Freiheit. Spinozas Theorie von Recht, Staat und Politik im Kontext der Frühen Neuzeit. Heidelberg 2018, ISBN 3-8253-6468-2.
- Gehorsam oder Erkenntnis. Die Philosophie Spinozas in religionsphilosophischer Perspektive. Heidelberg 2018, ISBN 3-8253-6467-4.